# Paseo Los Precursores

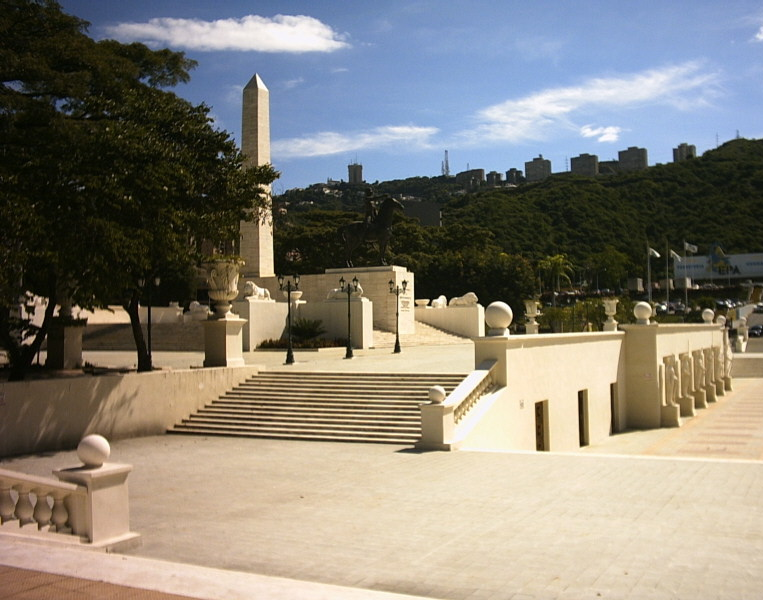
Monumento a Los Precursores.

El Paseo los Precursores, está ubicado en Caracas, Venezuela. Fue inaugurado en 1956 por el presidente Marcos Pérez Jiménez, denominándola El Paseo Los Precursores en honor a las luchas independentistas de los precursores, forma parte del Sistema Urbano de la Nacionalidad cuya función original fue conectar la Universidad Central de Venezuela con la Escuela Militar. Lo caracteriza un indígena que se yergue en su caballo, elaborado en bronce, en medio de una plataforma y base de mármol custodiada por dos leones, obra de Maragall. Un obelisco conmemorativo, caminerías de mosaicos, así como el diseño simétrico del conjunto, ofrecen al lugar un rostro de serenidad, mientras en una de las paredes de la columna se aprecian bajorrelieves realizados en 1957 por el escultor Hugo Daini. Diseminados entre la sucesión de fuentes, plazoletas y caminerías que van del Monumento de los Precursores al Paseo Los Próceres se hallan otras piezas escultóricas en forma de figuras de ninfas, ejecutadas en piedra artificial. En el paseo se pueden observar los murales que relatan la Historia de Venezuela desde la colonización. En 2007 durante 10 meses, la Alcaldía de Caracas mediante FUNDAPATRIMONIO desarrolló una primera etapa de trabajos rehabilitadores dirigidos al renacimiento del paisajismo y las fuentes. Las labores incluyeron 72 obras, entre ellas pavimentos decorativos, luminarias, 30 mil metros cuadrados de infraestructura y tres hectáreas integrales de recipientes y arcos botánicos. Una segunda fase se desarrolla actualmente con el objetivo del rescate de los espacios públicos históricos que demanden mayor rango de convivencia espiritual en la ciudadanía. Desde 1993, el Paseo y todo el sistema anexo fue declarado Monumento Histórico Nacional.